# Gerhard Fischer
Gerhard Fischer (ur. 1921 w Oslo, zm. 3 lipca 2006 w Kopenhadze), dyplomata niemiecki.
Był synem dyplomaty, dzieciństwo spędził w Chinach (m.in. zdając maturę w Szanghaju). W 1940 powrócił do Niemiec i został powołany do służby wojskowej. Po II wojnie światowej studiował sinologię i prawoznawstwo, a następnie podjął pracę w dyplomacji. Specjalizował się w problematyce azjatyckiej. Pracował na placówkach m.in. w Hongkongu, Madrasie, Kuala Lumpur, a także departamencie ds. Azji w ministerstwie spraw zagranicznych. W późniejszym okresie pracował w Europie, m.in. w Dublinie i Hadze. Pełnił funkcję ambasadora Niemiec w Bernie.
Po przejściu na emeryturę wyjechał do południowych Indii i działał społecznie, m.in. pracując w szpitalu dla trędowatych. Założył fundację Gerhard-Fischer-Stiftung, za pośrednictwem której przyczynił się do powstania wielu szkół i szpitali. W 1997 został uhonorowany nagrodą pokojową Gandhiego, przyznawaną przez rząd Indii.